# Liseth Pérez Alvarado
Liseth Carolina Pérez Alvarado (Ciudad de Guatemala, 1981) es una docente, bióloga y conservacionista guatemalteca. Sus estudios de evolución de los ecosistemas acuáticos mesoamericanos están enfocados en demostrar el cambio climático.

## Trayectoria
En el 2005 se graduó de bióloga en la Universidad del Valle de Guatemala. En ese entonces sus intereses eran estudiar en Estados Unidos una maestría en ecología tropical, sin embargo no obtuvo la beca. Aun así, obtuvo la oportunidad de desarrollar su tesis doctoral en Yucatán. Esta se llevó a cabo del 2005 al 2010 y publicó «Ostrácodos no-marinos de la Península de Yucatán como indicadores paleoambientales del Cuaternario tardío» en el marco del proyecto multidisciplinario e internacional «Paleoclima y paleoecología de las tierras bajas de los Neotrópicos del norte, una contribución al proyecto científico de extracción de sedimentos del Lago Petén Itzá (PISDP)».
Posteriormente obtuvo una beca posdoctoral DGAPA en la Universidad Nacional Autónoma de México (UNAM), la cual al ser concluida, se le otorgó la plaza de Investigador Asociado C de TC en el Departamento de Paleontología del Instituto de Geología de la UNAM. En el año 2017 obtuvo la plaza de Investigador Titular A. Actualmente labora como investigadora en el Instituto de Geosistemas y Bioindicación de la Universidad Técnica de Brunswick, Alemania.
Principalmente participa en proyectos internacionales de perforaciones continentales en lagos (Petén Itzá, Izabal en Guatemala, Chalco en México y en un futuro en los lagos Nicaragua y Managua). También ha ejecutado proyectos en México (Investigación básica SEP-CONACYT en la modalidad Joven Investigador (Impacto humano en lagos de medias elevaciones de la Selva Lacandona, norte de los Neotrópicos) y PAPIIT-UNAM (Evaluación neo y paleoambiental en lagos kársticos de la Selva Lacandona y Quintana Roo). Fue docente en la Facultad de Ciencias y Posgrado en Ciencias de la Tierra y Posgrado en Ciencias del Mar y Limnología de la UNAM, México y actualmente imparte cursos de pre y posgrado para la carrera de Ciencias Ambientales de la Technische Universität Braunschweig, Alemania. Cuenta con un total de 36 artículos científicos en revistas indexadas en el SCI, así como con un libro editado, capítulos de libro y enciclopedias. A la fecha ha asesorado trabajos de tesis de estudiantes de pre y posgrado en la UNAM y TU Braunschweig y ha participado en comités evaluadores de tesis y propuestas científicas en México, Chile, Argentina, Alemania, Polonia, entre otros.
Es bióloga egresada de la Universidad del Valle de Guatemala. Su proyecto de tesis a nivel Licenciatura se tituló “La ictiofauna del Lago de Izabal y sus afluentes: composición, distribución y ecología” el cual recibió el reconocido premio MAB Young Scientists Awards del programa Man and the Biosphere (MAB) de la UNESCO siendo hasta la fecha el único otorgado a Guatemala.
Desde el 2005 se encuentra desarrollado su carrera en varios países (México y Alemania principalmente), y su trayectoria se ha caracterizado por un alto nivel de multidisciplinariedad y colaboraciones locales e internacionales. Ha logrado continuar con su pasión por el estudio de los ecosistemas acuáticos  en Mesoamérica y resto de la región neotropical ejecutando proyectos con financiamiento extranjero. Adicionalmente, reconoce los retos que enfrentan las mujeres y parejas de doble carrera en la investigación por lo que participa activamente en la Comisión de Equidad de la Technische Universität Braunschweig, Alemania, y es miembro de las Organización de Mujeres en la Ciencia para el Mundo en Desarrollo OWSD Capítulo Nacional Guatemala y de 500 Women Scientists.

## Puestos de decisión
- Miembro de la Comisión de Equidad de la TU Braunschweig, Alemania (desde 2019).
- Miembro titular de la Organización de Mujeres en la Ciencia para el Mundo en Desarrollo (desde 2019).[11]
- Miembro 500 WS Archivado el 8 de noviembre de 2020 en Wayback Machine. (desde 2019)
- Miembro de la Red Internacional de Científicos de Guatemala (desde 2007).

## Premios, becas y reconocimientos
- Investigador Nacional SNI Nivel I, Sistema Nacional de Investigadores, México (2013-2019).
- Invitada del evento CONVERCIENCIA para investigadores guatemaltecos destacados que trabajan en el extranjero (desde 2007).
- Summa cum laude y mención honorífica por trabajo de tesis doctoral (Dr. rer. nat), Universidad Técnica de Braunschweig, Braunschweig (2010).
- Premio a científicos jóvenes 2005, Programa del Hombre y la Biósfera (MAB), UNESCO (2005).
- Cum laude y mención honorífica por trabajo de tesis (Licenciatura en Biología), Universidad del Valle de Guatemala, Guatemala (2005).
- Distinción Académica, Universidad del Valle de Guatemala, Guatemala (2000-2003).
- Beca académica otorgada por la TEXACO para realizar estudios de pregrado en la Universidad del Valle de Guatemala, Guatemala (2000-2003).

## Publicaciones
- Pérez, L., Correa-Metrio, A., Cohuo, S., Macario González, L., Echeverría-Galindo, P., Brenner, M., Curtis, J., Kutterolf, S., Stockhecke, M., Schenk, F., Bauersachs, T., Schwalb, A. 2021. Ecological turnover in neotropical freshwater and terrestrial communities during episodes of abrupt climate change. Quaternary Research 101: 26-36. doi: 10.1017/qua.2020.124.
- Chen, C. Y., D. McGee, A. Woods, L. Pérez, R.G. Hatfield, R.L. Edwards, H. Cheng, B. Valero-Garcés, S.B. Lehmann, J.S. Stoner, A. Schwalb, I. Tal, G.O. Seltzer, P.M. Tapia, M.A. Abbott, D.T. Rodbell. U-Th dating of lake sediments: Lessons from the 700 kyr sediment record of Lake Junín, Peru. Quaternary Science Reviews 244, https://doi.org/10.1016/j.quascirev.2020.106422
- Cohuo, S., L. Macario-González, S. Wagner, K. Naumann, P. Echeverría-Galindo, L. Pérez, J. Curtis, M. Brenner, A. Schwalb. Influence of late Quaternary climate on the biogeography of Neotropical aquatic species as reflected by non-marine ostracodes. Biogeosciences 17: 145-161. https://doi.org/10.5194/bg-17-145-2020
- Charqueño-Celis, N.F., M. Garibay, I. Sigala, M. Brenner, P. Echeverría-Galindo, S. Lozano-García, J. Massaferro, L. Pérez. Testate amoebae (Amoebozoa: Arcellinidae) as indicators of dissolved oxygen concentration and water depth in lakes of the Lacandón Forest, southern Mexico. Journal of Limnology 79 (1): 82-91. https://doi.org/10.4081/jlimnol.2019.1936
- Brown, E. T., M. Caballero., E. Cabral Cano, P. Fawcett, S. Lozano-García, B. Ortega, L. Pérez, A. Schwalb, V. Smith, B. Steinman, M. Stockhecke, B. Valero-Garcés, S. Watt, N. Wattrus, J. Werne, T. Wonik, A. Myrbo, A. Noren, R. O’Grady, D. Schnurrenberger, and the MexiDrill Team. Scientific drilling of Lake Chalco, Basin of Mexico (MexiDrill). Scientific Drilling 26: 1-15. https://doi.org/10.5194/sd-26-1-2019
- Echeverría Galindo, P.G, L. Pérez, A. Correa-Metrio, C.E. Avendano, B. Moguel, M. Brenner, S. Cohuo, L. Macario, M. Caballero, A. Schwalb. Tropical freshwater ostracodes as environmental indicators across an altitude gradient in Guatemala and Mexico. Revista de Biología Tropical 67 (4): 1037-1058. https://doi.org/10.15517/rbt.v67i4.33278
- Matzke-Karasz, R., M.L. Serrano-Sánchez, L. Pérez, D. Keyser, R. Pipík, F.J. Vega. Abundant assemblage of Ostracoda (Crustacea) in Mexican Miocene amber sheds light on the evolution of the brackish-water tribe Thalassocypridini. Historical Biology 31 (2): 65-101, https://doi.org/10.1080/08912963.2017.1340471